# Lawrence Brittain
Lawrence Brittain (ur. 9 listopada 1990) – południowoafrykański wioślarz, srebrny medalista olimpijski z Rio de Janeiro.
Zawody w 2016 były jego pierwszymi igrzyskami olimpijskimi. Wspólnie z Shaunem Keelingiem zajął 2. miejsce w dwójce bez sternika.